# 新波克羅夫卡 (海尼切斯克區)
46°16′28″N 34°3′47″E / 46.27444°N 34.06306°E
新波克羅夫卡（烏克蘭語：Новопокровка）是位於烏克蘭南部的村莊，由赫爾松州海尼切斯克區的新特羅伊齊克市鎮負責管轄。該村始建於1860年，面積81平方公里，海拔高度6米，2001年人口1,371，人口密度每平方公里16.9人。